# Championnats du monde de freeride 2026
Les championnats du monde FIS de freeride 2026, première édition des championnats du monde FIS de freeride, auront lieu à Ordino Arcalís en Andorre. 

## Désignation
Fin novembre 2024, la FIS a désigné Ordino Arcalís pour organiser la première édition de ces championnats. Cette station organise chaque année depuis 2015 une étape du Freeride World Tour.

## Qualifications
Les qualifiés pour chacune des 4 disciplines de ces championnats (ski et snowboard, hommes et dames) seront connus à l'issue de la saison 2025, et proviendront des 5 groupes ci-après :
- Freeride World Tour : les mieux de classés de chaque discipline
- Continent : un qualifié par discipline par continent (Asie, Europe, Amérique du Nord, Océanie et Amérique du sud)
- Fédération nationale : en fonction du classement des nations et en absence de qualifiés des 2 catégories ci-avant
- Invitation FIS : un qualifié par discipline
- Invitation pays organisateur : un qualifié du pays organisateur pour l'une des 4 disciplines

Chaque pays sera limité à 3 compétiteurs par discipline.
Ils seront au total 67 pour l'ensemble des 4 disciplines